# Алиса Селезнёва
Али́са И́горевна Селезнёва — главная героиня цикла детских фантастических книг Кира Булычёва «Приключения Алисы» и их экранизаций и производных работ, таких, как «Тайна третьей планеты», «Гостья из будущего» и других фильмов, мультфильмов и сериалов. Алиса — девочка, живущая в Москве в конце XXI века.

## Появления персонажа
Впервые Алиса появилась на страницах книг в 1965 году, когда в ежегодном альманахе «Мир приключений» появились первые рассказы о ней под общим названием «Девочка, с которой ничего не случится».
Девочка названа в честь дочери писателя, Алисы Игоревны Можейко (в замужестве Лютомской), а родители получили, соответственно, имена самого Булычёва (Игоря Всеволодовича Можейко) и его жены Киры Алексеевны Сошинской (от имени которой образован также литературный псевдоним писателя). Матери Алисы также была передана профессия Киры Сошинской — архитектор. Однако ни внешне, ни по характеру, по словам автора, персонаж с его дочери не списан.
С чего вы решили, что моя дочь Алиса имеет отношение к Алисе Селезнёвой? Они даже не похожи. Алиса и всех книжек «о себе» не читала. Она любит литературу повыше классом.
Книги об Алисе Селезнёвой были переведены на два десятка мировых языков. Наряду с книгами выпущены также диафильмы, три фильма, три мультфильма, сериал и мультсериал и несколько видеоигр. За рубежом также были сняты экранизации, но они не сохранились в интернете. Пик популярности и известности персонажа пришёлся на вторую половину 1980-х годов, после выхода телефильма «Гостья из будущего».

## Образ персонажа
Алиса — девочка школьного возраста, живущая в футуристической Москве конца XXI века. Внешность Алисы описана так: девочка высокого роста со светлыми короткими волосами и спортивного телосложения, одетая обычно в «мужскую» одежду (шорты и майка, либо комбинезон). В большинстве книг её возраст остаётся около 12 лет. Алиса учится в средней школе, член кружка юных натуралистов. Согласно книге «Путешествие Алисы» («Девочка с Земли»), Алиса учится во втором классе («Ведь третий „Б“ улетел в полном составе ещё ночью в мешках из-под картошки на грузовой барже. Они-то будут на стадионе, а наши вторые классы — нет»), в то время как в книге «Сто лет тому вперёд» Алиса рассказывает школьнице конца XX века Юле Грибковой, что в её времени в школах «нет классов и нет букв», а «только группы по интересам» (в фильме «Гостья из будущего», снятом по этой повести, напротив, Алиса говорит, что учится в шестом классе).
Самостоятельно, вместе с отцом или друзьями побывала на многих далёких планетах, в подземных глубинах и в Атлантиде, а также в далёком прошлом (в том числе в «эпохе легенд» 26 тысяч лет назад) и в XX веке (1976 год).
Алиса — единственный ребёнок в семье. Отец — знаменитый космозоолог, профессор зоологии Игорь Селезнёв, директор московского зоопарка будущего — Космозоо. Автор многих печатных трудов (в частности, книги «Звери дальних планет»), постоянный автор галактического журнала «Вестник космозоологии». Мать — известный архитектор Солнечной системы Кира Селезнёва. Известна постройками Нукусского стадиона и культурного центра на астероиде Паллада. Алиса гораздо больше времени проводит с отцом, чем с матерью.
Характер Алисы импульсивный, энергичный и предприимчивый. Взрослых она постоянно удивляет своей детской непосредственностью, находчивостью и бесстрашием. Часто её диковинные догадки оказываются вернее научных гипотез взрослых учёных. В паре со сверстниками — особенно Пашкой Гераскиным и аналогичными персонажами — Алиса, напротив, часто играет роль скептика и уравновешенного, спокойного члена команды. Алиса честна, уверена, что «если можно не врать — лучше не врать», однако считает допустимым проявление хитрости в отношении родителей или других взрослых, если есть основания думать, что взрослые помешают осуществлению планов из-за своей чрезмерной заботы о благополучии и безопасности детей.

### Дата рождения
Исследователь биографии Алисы Андрей Бусыгин, проанализировав все романы и повести о ней, предложил приблизительную хронологию приключений Алисы (в некоторых случаях сдвинув указанные в книгах годы, так как они противоречат друг другу) и привязал события, происходившие в книгах, к следующим датам будущего:
1. Девочка, с которой ничего не случится: 2083—2086
2. Заповедник сказок: весна 2087
3. Козлик Иван Иванович: весна 2087
4. Путешествие Алисы: лето 2088
5. Второгодники: осень 2088 — весна 2089
6. Остров ржавого лейтенанта: июнь 2089
7. День рождения Алисы: осень 2089
8. Лиловый шар: зима 2089—2090
9. Пленники астероида: июль 2090
10. Миллион приключений: весна — лето 2091
11. Сто лет тому вперёд: апрель 2091
12. Узники «Ямагири-Мару»: весна 2092
13. Конец Атлантиды: весна 2092
14. Гай-До: июль 2092
15. Город без памяти: август 2092[8]
16. Алиса и крестоносцы: сентябрь 2092

Год рождения Алисы по этой хронологии — 2079—2080. День рождения — 17 ноября.

## Алиса в представлении художников
Классической рисованной реализацией образа Алисы Селезнёвой стал вариант Евгения Мигунова, хотя он несколько отличался от исходного, авторского: «стриженная светловолосая девочка в красном комбинезоне» превратилась в невысокую и русоволосую у Мигунова. В варианте Мигунова всячески подчёркиваются детские признаки, а спортивность авторского образа компенсируется динамичностью рисунка. Булычёв не раз говорил, что сам он теперь представляет Алису только как «мигуновскую», и называл художника своим соавтором.
Мигуновский образ стал своего рода образцом, на который делают похожими свои варианты многие другие иллюстраторы, а также в некоторой степени повлиял на мультипликационный вариант Натальи Орловой в мультфильме Романа Качанова «Тайна третьей планеты», в котором впервые в отечественном кинематографе появился образ Алисы. Прототипом Алисы для художницы-постановщицы послужила её семилетняя (на тот момент) дочь Екатерина Семёнова, а прототипом капитана Зелёного — муж Тенгиз Семёнов.
В 2009 году вышел российский полнометражный мультипликационный фильм «День рождения Алисы», роль которой озвучила Яся Николаева. Образ Алисы в нём очень похож на образ из мультфильма «Тайна третьей планеты». В мультфильме в качестве камео роль капитана космического корабля озвучила Наталия Гусева (Мурашкевич), исполнившая роль Алисы Селезнёвой в фильме «Гостья из будущего».
В конце апреля 2011 года в СМИ появился тизер мультсериала «Алиса знает, что делать!», создаваемого компанией «Базелевс». Премьера сериала состоялась на телеканале СТС 16 ноября 2013 года, за день до официального дня рождения Алисы, а через три месяца — 3 февраля 2014 года — на телеканале «Карусель». Это первая экранизация про Алису Селезнёву, в котором многие эпизоды сериала являются оригинальными и не основаны на книгах Булычёва, и первая экранизация, сделанная в компьютерной графике.

## В художественных фильмах
В телефильмах «Гостья из будущего» и «Лиловый шар» Павла Арсенова роль Алисы исполнила Наташа Гусева. Образ героини в этих экранизациях ещё дальше от книжного, чем мигуновский и качановский — как по внешности, так и по характеру. Алиса в этих фильмах — «неземная» девочка-шатенка с прической каре, большими глазами и тёплым взглядом, доверчивая, искренняя и открытая. В фильме «Гостья из будущего» она носит короткое красное платье с белым воротником без рукавов и с открытой спиной. Переместившись в XX век, она облачается в советскую школьную форму (коричневое платье с чёрным фартуком) и пионерской символикой.
В фильме «Остров ржавого генерала» роль Алисы сыграла Катя Прижбиляк. Её Алиса — худенькая хрупкая девочка с серыми глазами и длинными тёмно-русыми волосами, собранными в «хвостик», — наиболее далёкий от мигуновских иллюстраций вариант.
В конце 2000-х планировались съёмки фильма «Приключения Алисы Селезнёвой. Пленники трёх планет», в котором роль Алисы должна была сыграть Дарья Мельникова, однако проект был заморожен. Дарья Мельникова в итоге озвучила Алису в мультсериале «Алиса знает, что делать!».
В апреле 2024 года в кино вышел фильм «Сто лет тому вперёд» — вольная адаптация одноимённой повести. Алиса в этой версии учится в 11-м классе, её роль играет Дарья Верещагина. В фильме Алиса — смелая взрослая девушка, которая регулярно тренируется для схваток с пиратами с помощью Вертера и хочет найти свою мать, застрявшую, по мнению Алисы, в прошлом, то есть в 2024 году. У этой версии Алисы также короткие волосы, но розового цвета. В конце фильма Алиса появляется в платье как в «Гостье из будущего», но синего цвета, а не красного.

## Наследие
- В честь Алисы Селезнёвой учреждена ежегодная литературная премия «Алиса»[15]. До 2003 года Булычёв вручал её лично.
- В Москве существует Аллея имени Алисы Селезнёвой, высаженная группой поклонников Алисы из фильма «Гостья из будущего».

## Фильмография
- «Тайна третьей планеты» (1981) — рисованный мультфильм (голос Алисы — Ольга Громова)
- «Гостья из будущего» (1984) (в роли Алисы — Наташа Гусева)
- «Лиловый шар» (1987) (в роли Алисы — Наташа Гусева)
- «Остров ржавого генерала» (1988) (в роли Алисы — Катя Прижбиляк)
- «Узники „Ямагири-мару“» (1988) — кукольный мультфильм (голос Алисы — Татьяна Аксюта)
- «Záhada tří kapitánů» («Тайна трёх капитанов») (1990) — чехословацкий телесериал (в роли Алисы — Клара Яндова)[16]
- «Dziewczynka, której nigdy nie zdarzy się nic złego» («Девочка, с которой ничего не случится») (1994) — польский телеспектакль (в роли Алисы — Ягода Стах (Jagoda Stach))[17].
- «День рождения Алисы» (2009) — полнометражный мультфильм (голос Алисы — Ярослава Николаева)
- «Алиса знает, что делать!» (2013) — мультсериал (голос Алисы — Дарья Мельникова)[18].
- «Сто лет тому вперёд» (2024), в роли Алисы — Дарья Верещагина.

## Компьютерные игры
- «Тайна Третьей планеты» (2003) — платформер.
- «Путешествие Алисы» (Step Creative Group, 2005) — квест.
- «Алиса и космический дракон» (2006) — квест.
- «Тайна Третьей планеты. Алиса и лиловый шар» (2009) — квест.

### Фан-сайты
- Романтики.ру
- Фан-клуб «Гостьи из будущего» — интервью с Наташей Мурашкевич и другими актёрами
- Официальный сайт сериала «Гостья из будущего»
- Алиса Селезнёва. Энциклопедия — книги, фильмы, действующие лица, мир Алисы Селезнёвой и многое другое
- Алиса Селезнёва. Официальный сайт мультфильма «Алиса знает, что делать!»
- Письма из будущего. Страничка Алисы Селезнёвой
- Слова Алисы в фильме «Гостья из будущего»
- Планета по имени Алиса — фан-портал

### Статьи и передачи
- «Звезда по имени Алиса». Телесюжет. Телестудия Роскосмоса.